# Ronald Senator
Ronald Senator (* 17. April 1926; † 30. April 2015 in Yonkers, New York) war ein britischer Komponist und Musikpädagoge.
Senator studierte in Oxford bei Egon Wellesz. Er wirkte als Musikprofessor an der Universität London und der Guildhall School of Music and Drama und hatte Gastprofessuren in den USA, Kanada und Australien inne. Er war zudem Gründungsmitglied der Montserrat Composers' Association, Gründungsdirektor der National Association of Music Theatre und Vorstandsmitglied der Composers' Guild.
Neben mehreren Musicals und Opern komponierte Senator Oratorien und Kantaten, Kammermusik und Orchesterwerke. Sein bekanntestes Werk ist das Holocaust Requiem, auch als Kaddish for Terezin bekannt. Die Komposition nach Gedichten von Kindern aus dem Konzentrationslager Theresienstadt wurde 1986 in der Kathedrale von Canterbury unter Schirmherrschaft der Vereinten Nationen, der B’nai B’rith, der Regierung der Bundesrepublik Deutschland und des Internationalen Rates der Christen und Juden uraufgeführt. Die Aufführung fand weltweite Aufmerksamkeit und wurde im Rundfunk und Fernsehen übertragen. Nach der New Yorker Erstaufführung 1990 wurde das Werk für den Pulitzer-Preis nominiert. Zur Moskauer Erstaufführung erschien der Metropolit der russisch-orthodoxen Kirche.
Die Erinnerungen seiner Frau Dita, einer Überlebenden von Auschwitz, die 1981 an Krebs starb, veröffentlichte Senator in der Form eines Briefwechsels mit ihr unter dem Titel Requiem Letters.
Senator und seine zweite Frau, die Pianistin Miriam Brickman, erlagen den Verletzungen, die sie bei einem Brand in ihrem Haus erlitten hatten.

## Werke
- Holocaust Requiem für Kantor, Chor und Orchester
- Insect Play, Oper (Libretto von Ursula Vaughan Williams)
- The Wolf of Gubbio, Oper
- Sonata für Klavier
- Spring Changes für Klavier
- Mobiles für Klavier
- Seaside Holiday für Klavier
- Don Quixote für Klavier
- The Toy Box für Klavier
- Trotsky in New York, Musical (mit Anthony Burgess)
- Cabaret
- A Poet to His Beloved
- Greenwood and Paradise
- Sun’s in the East
- Polish Suite für Violine, Viola oder Cello
- Tarantella für Flöte solo